# Thorne: Scaredycat
Thorne: Scaredycat är en brittisk kriminal- och dramaserie som hade premiär 31 oktober 2010. Serien bestod av tre avsnitt. Serien är regisserad av Benjamin Ross efter ett manus skrivet av Dudi Appleton, Mark Billingham och Jim Keeble.

## Handling
Serien kretsar kring mordutredaren Thorne som leder en grupp som ska lösa fall som andra enheter går bet på. I serien jagas två seriemördare som verkar samarbete.

## Rollista i urval
- David Morrissey - Tom Thorne
- Eddie Marsan - Kevin Tughan
- Aidan Gillen - Phil Hendricks
- O-T Fagbenle - Dave Holland
- Lorraine Ashbourne - Ruth Brigstocke
- Jack Shepherd - Jim Thorne
- Sandra Oh -  Chen
- Tom Brooke - Martin Palmer
- Joe Absolom - Stuart Nicklin
- Claire Benedict - Maeve Reynolds
- Lolita Chakrabarti - Seema Khera
- Leo Gregory - Sean Bracher